# SideOneDummy Records
SideOneDummy Records è una casa discografica indipendente di stanza a Los Angeles, negli USA. È legata principalmente all'ambiente punk. Annualmente a partire dal 1998, la SideOneDummy pubblica la compilation annuale del Warped Tour. Dal 2006 il catologo viene distribuito in Europa dalla Rude Records.

## Artisti
- 7 Seconds
- Allison Weiss
- Anti-Flag
- Bedouin Soundclash
- Big D and the Kids Table
- The Briggs
- Broadway Calls
- The Casualties
- Chris Shiflett
- The Dan Band
- Dusty Rhodes and the River Band
- Fake Problems
- Flogging Molly
- The Gaslight Anthem
- Go Betty Go
- Gogol Bordello
- Goldfinger
- Chuck Ragan
- Reverend Peyton's Big Damn Band
- The Mighty Mighty Bosstones
- Title Fight
- VCR
- Zox

### Artisti precedentemente sotto contratto
- Avoid One Thing (in pausa dal 2005)
- Kill Your Idols (sciolti nel 2007)
- Maxeen (sotto contratto con la Warner Bros. Records dal 2004)
- MxPx (tornati alla Tooth & Nail Records nel 2007)
- Piebald (sciolti nel 2007)
- Slick Shoes
- The Suicide Machines (sciolti nel 2006)